# Josef Röckenwagner
Josef „Beppo“ Röckenwagner (* 9. April 1942; † 1. Juli 2016 in Dachau) war ein deutscher Fußballspieler.

## Karriere
Röckenwagner gehörte mit 19 Jahren dem Kader des FC Bayern München an, für den er 1961/62 erstmals in sieben Punktspielen in der Oberliga Süd zum Einsatz kam und drei Tore erzielte. Er debütierte am 6. August 1961 (1. Spieltag) bei der 1:3-Niederlage im Auswärtsspiel gegen den BC Augsburg. Sein erstes Punktspieltor erzielte er am 18. Februar 1962 (24. Spieltag) im Heimspiel gegen Eintracht Frankfurt mit dem Treffer zum 2:0-Endstand in der 88. Minute. In der Folgesaison bestritt er nur vier Punktspiele, wobei ihm auch ein Tor gelang.
Seine letzte Saison für die Bayern absolvierte er in der zweitklassigen Regionalliga Süd, da der FC Bayern München bei Gründung der Bundesliga 1963 im Aufnahmeverfahren keine Berücksichtigung fand. In 16 Punktspielen erzielte er alle sieben Tore an jeweils drei aufeinander folgenden Spieltagen – vom 11. bis 13. und vom 17. bis 19. Spieltag. 
Mit Beginn der Regionalliga-Saison 1964/65, die für den FC Bayern München am Saisonende mit dem Aufstieg in die Bundesliga endete, wurde Röckenwagner zur Ableistung des Grundwehrdienstes in der Bundeswehr eingezogen. In einem Spiel der Bundeswehr-Nationalmannschaft erlitt er eine schwere Knieverletzung, die ihn zwang, seine Karriere im Alter von nur 23 Jahren vorzeitig zu beenden.

## Sonstiges
Röckenwagner, der bis 1956 die Ludwig-Thoma-Schule in Dachau besuchte, war später bis zu seinem Tod in dieser Stadt als Einzelhandelskaufmann tätig.